# Воронежский государственный университет
Воро́нежский госуда́рственный университе́т (ВГУ) — классический университет в России, в городе Воронеже.
Основан 18 мая 1918 года. Основной корпус университета расположен на Университетской площади в историческом центре города Воронежа.

## История
Воронежский государственный университет был создан в 1918 году на базе Императорского Юрьевского университета, который был эвакуирован из Юрьева (ныне Тарту): в 1918 году в связи с угрозой германской интервенции часть преподавателей и студентов были эвакуированы в Воронеж. Дерптский (позже Юрьевский) университет в городе Дерпте был основан в 1802 году указом Александра I (первооснователем является шведский король Густав II Адольф, основавший его ещё в 1632 году). Это учебное заведение являлось вторым действующим университетом в России после Московского. Среди профессоров Юрьевского университета, эвакуировавшихся в Воронеж, были:
- Афанасьев, Вячеслав Алексеевич
- Богоявленский, Александр Дмитриевич, химик[4]
- Бурденко, Николай Нилович
- Грабарь, Владимир Эммануилович
- Лаппо, Иван Иванович
- Сент-Илер, Константин Карлович, основатель биологической станции МГУ на Белом море[5]

Первым ректором университета стал принявший в Воронеже дела у последнего ректора Юрьевского университета главы его ликвидационной комиссии математика В. Г. Алексеева учёный-историк В. Э. Регель, который занимал эту должность до 1925 года.
Учебные занятия начались 12 ноября 1918 года. В то время в состав университета входило 4 факультета — медицинский, физико-математический, историко-филологический и юридический.
На начало 1919 года в университете обучалось 10 тысяч студентов. Учиться могли все желающие, лишь через 4 года в 1923 году были введены вступительные экзамены.
В 1920 году после заключения Тартуского мирного договора между РСФСР и Эстонией (согласно пункту 4 статьи XII договора) Тартускому университету было возвращено эвакуированное в Россию имущество (библиотека, архивы, учебные пособия, документы и прочие предметы). Однако большая часть преподавателей, выехавших в связи с наступлением армии кайзеровской Германии и оккупацией Эстонии в Воронеж, не вернулась в Эстонию.
В начале 1920-х годов в университет был включён Воронежский институт народного образования, который положил начало педагогическому факультету, отделения которого подготавливали преподавателей математики, физики, химии, естествознания, русского языка и литературы, социально-экономических дисциплин для школ.

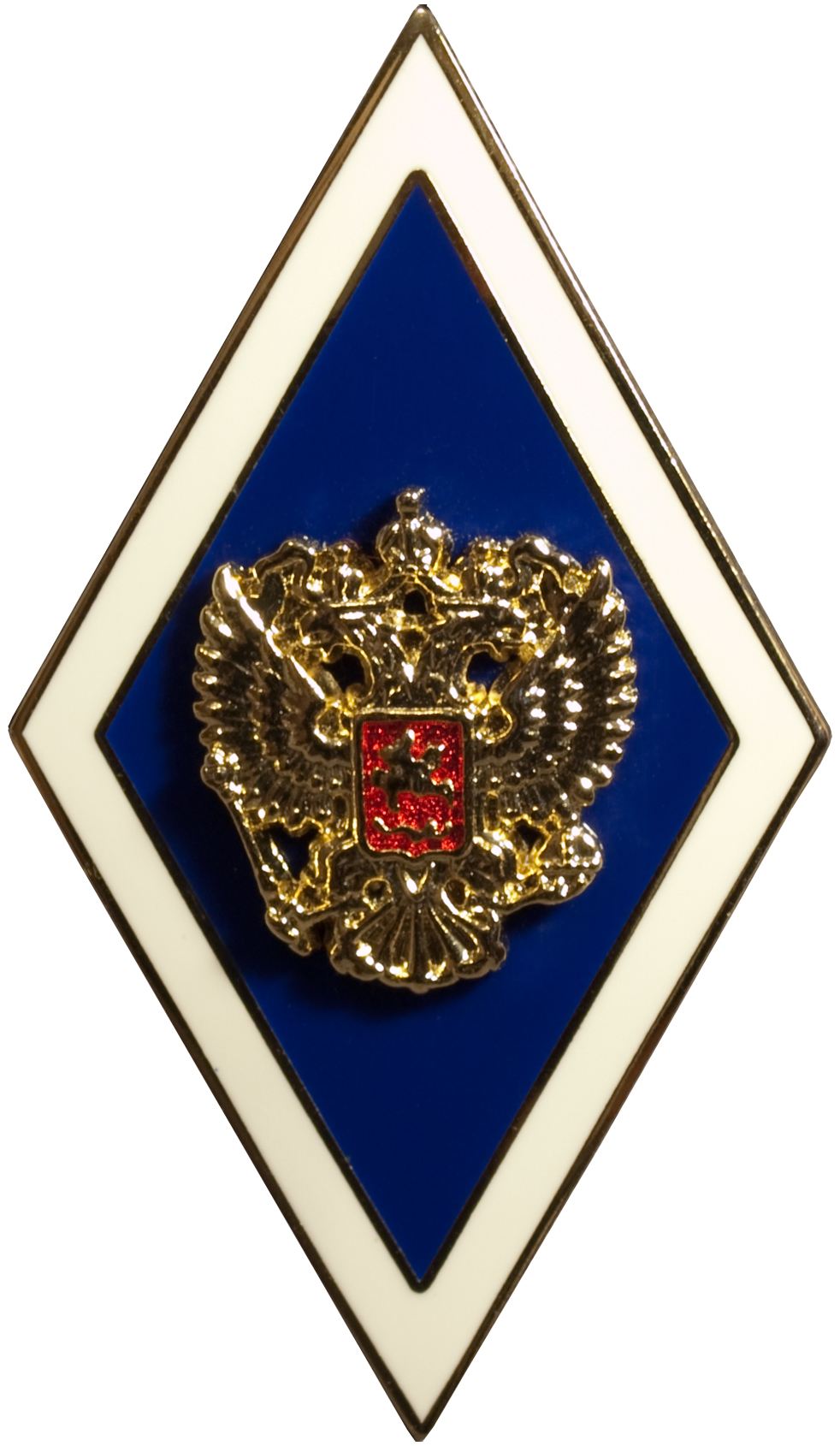
Нагрудный академический знак ВГУ

В 1930 году, как и по другим классическим университетам страны, Медицинский факультет был выделен из состава университета и преобразован в отдельный Воронежский медицинский институт.
Во время Великой Отечественной войны с 1941 по 1943 год университет был эвакуирован в Елабугу.
В 1968 году университету Советом министров РСФСР было присвоено имя Ленинского комсомола.
С 2007 года ВГУ участвовал в стипендиальной программе Оксфордского российского фонда. Порядка 130 студентов гуманитарных факультетов университета ежегодно получали стипендию фонда.
Воронежский университет включает 18 факультетов. В университете обучается более 20 тысяч студентов.
За почти вековой срок существования, университет подготовил более 100 тысяч специалистов.
ВГУ в период с 2024 по 2030 год планирует возвести храм на месте бывшего Благовещенского Митрофановского мужского монастыря. Строительство запланировано в рамках программы развития вуза до 2032 года.
Среди выпускников университета — Нобелевский лауреат П. А. Черенков, лауреаты государственных премий СССР и России, академики, министры, деятели науки и культуры. Выпускники университета работают в 90 странах мира.

## Современность
В настоящее время инфраструктура университета состоит из главного здания на Университетской площади, в котором располагается обсерватория, корпуса на Пушкинской и Северного кампуса у Памятника славы. В университете есть студенческое научное общество (СНО).

## Рейтинги
В национальном рейтинге высших учебных заведений России Воронежский государственный университет по итогам 2009 года занял 15—16 места.
В 2011 году в рейтингах по специальностям ВГУ занимал лидирующие позиции. К примеру, по специальностям «Материаловедение» и «Юриспруденция» — 4 место, «Ядерные технологии и техническая физика» — 5 место.
В 2014 году агентство «Эксперт РА» присвоило ВУЗу рейтинговый класс «D» означающий «приемлемый уровень» подготовки выпускников.
По итогам 2014 года университет был включён в рейтинг 100 лучших вузов стран-членов БРИКС.
Рейтинг QS World University Rankings-2016 поместил ВГУ на позицию 701+ среди лучших вузов мира.
Times Higher Education — 1001+ место World University Rankings 2020, 351—400 место Emerging Economies 2020.
В 2022 году занял место в диапазоне 1201—1300 в Международном рейтинге «Три миссии университета», 43 место в рейтинге вузов России по версии РАЭКС
и 55 место в рейтинге влиятельности вузов России (RAEX), 2022.

## Факультеты, институты и филиалы

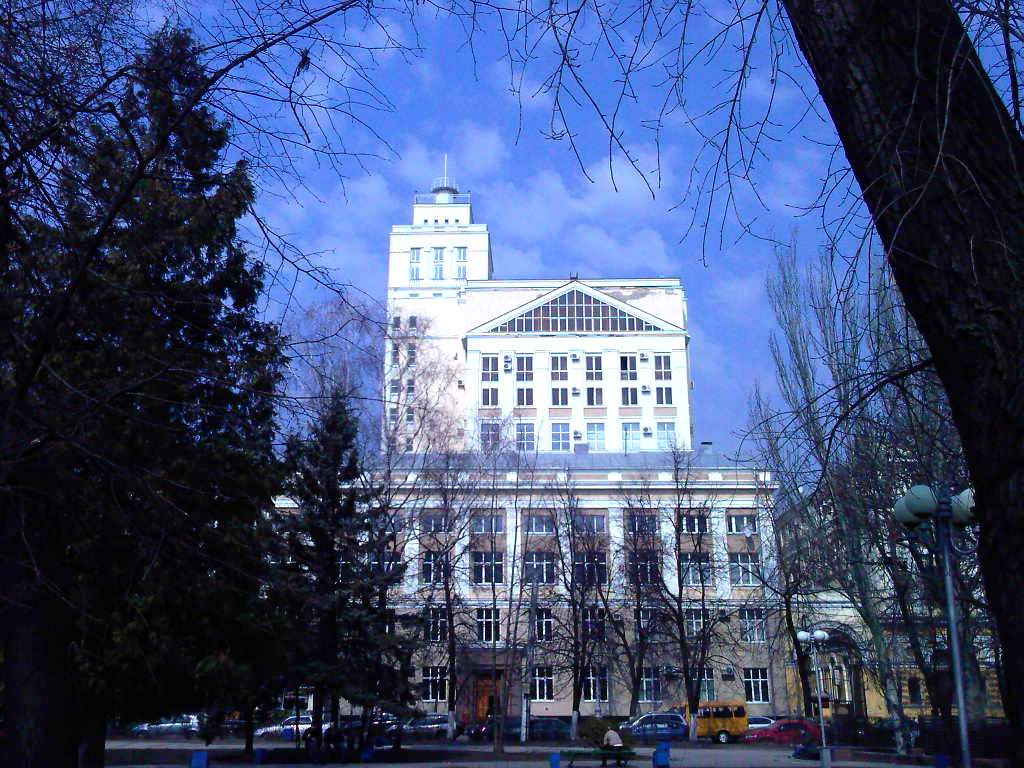
Университетский комплекс на площади Ленина. На переднем плане — корпус № 2, позади него — высотный корпус № 9

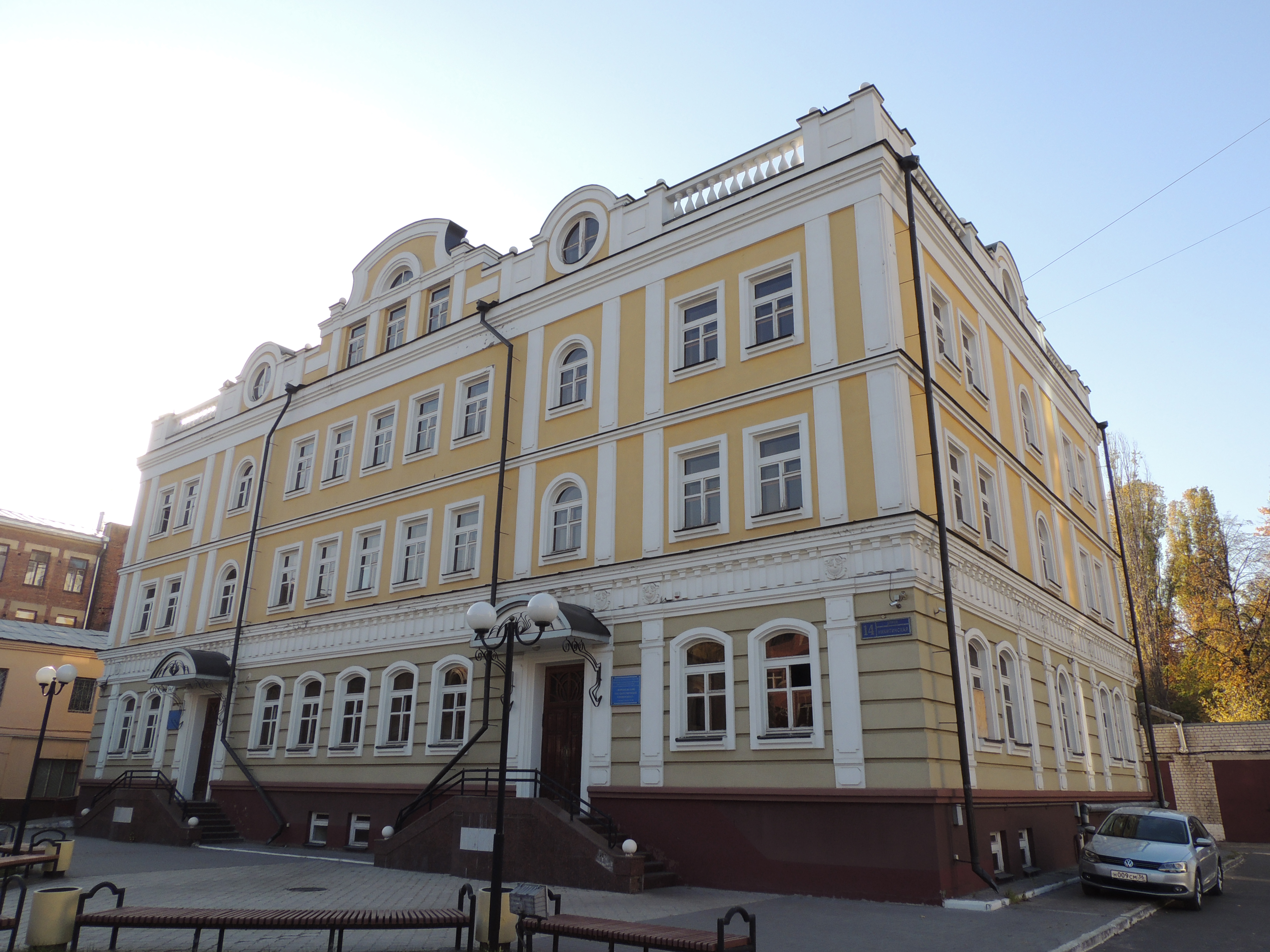
Корпус № 10 на Никитинской улице

### Факультеты
- Факультет географии, геоэкологии и туризма[22]
- Геологический факультет
- Исторический факультет
- Математический факультет[23]
- Медико-биологический факультет
- Факультет прикладной математики, информатики и механики
- Факультет романо-германской филологии
- Физический факультет
- Филологический факультет
- Химический факультет
- Экономический факультет
- Юридический факультет
- Факультет журналистики
- Факультет философии и психологии
- Фармацевтический факультет
- Факультет компьютерных наук
- Факультет международных отношений
- Военный учебный центр
- Институт повышения квалификации
- Институт международного образования
- Институт геологии

#### Геологический факультет
С 1918 года на базе физико-математического факультета впервые стали преподаваться геологические науки, появились кафедры минералогии и общей геологии. В 1934 году был открыт геолого-географический факультет, который в 1938 году разделился на геологический и географический. Первым деканом факультета стал А. А. Дубянский. Сейчас факультет находится в главном здании.
Кафедры
- Кафедра геофизики
- Кафедра гидрогеологии, инженерной геологии и геоэкологии
- Кафедра исторической геологии и палеонтологии
- Кафедра минералогии, петрографии и геохимии
- Кафедра общей геологии и геодинамики
- Кафедра полезных ископаемых и недропользования
- Кафедра экологической геологии

#### Медико-биологический факультет (МБФ)
Является одним из старейших факультетов ВГУ — действует с 1918 года. С тех пор прошёл столетний путь преобразований и расширений от биологического до медико-биологического.
В 2016 году открыты и успешно функционируют новые и уникальные для Центрального Черноземья специальности по направлению фундаментальной медицины для подготовки будущих врачей: «Медицинская биохимия»; «Медицинская биофизика»; «Медицинская кибернетика».
18 мая 2022 года ВГУ получил лицензию на осуществление образовательной деятельности по специальности ординатуры «Клиническая лабораторная диагностика».
20 июля 2022 года в ВГУ торжественно открыт Аккредитационно-симуляционный центр для обучения и аккредитации студентов направления «Фундаментальная медицина» и различных медицинских работников.
Кафедры
- Кафедра биофизики и биотехнологии
- Кафедра медицинских дисциплин
- Кафедра биохимии и физиологии клетки
- Кафедра физиологии человека и животных
- Кафедра ботаники и микологии
- Кафедра генетики, цитологии и биоинженерии
- Кафедра зоологии и паразитологии
- Кафедра медицинской биохимии и микробиологии
- Кафедра экологии и земельных ресурсов
- Кафедра почвоведения и управления земельными ресурсами
- Базовая кафедра ЭФКО «Молекулярная биотехнология»

Факультет обладает лабораториями моделирования биологических процессов, микробиологическими и вирусологическими лабораториями, лабораториями гистологии, анатомии и морфологии, виртуальным (симуляционным) обучающим центром, учебно-научным центром социально-значимых патологий, а также виварием и множеством музеев.

#### Факультет прикладной математики, информатики и механики (ПММ)
В 1969 году на базе математико-механическего факультета ВГУ были созданы математический факультет и факультет прикладной математики, информатики и механики. Первым деканом факультета ПММ стал Быковцев Геннадий Иванович. Образование факультета в тот период явилось результатом бурного развития вычислительной техники и ростом потребности в специалистах по её применению в научной, производственной и других сферах человеческой деятельности.
Кафедры
- Кафедра вычислительной математики и прикладных информационных технологий
- Кафедра нелинейных колебаний
- Кафедра технической кибернетики и автоматического регулирования
- Кафедра теоретической и прикладной механики
- Кафедра математического обеспечения ЭВМ
- Кафедра математического и прикладного анализа
- Кафедра математических методов исследования операций
- Кафедра программного обеспечения и администрирования информационных систем

#### Факультет компьютерных наук (ФКН)
Факультет компьютерных наук был основан в 1999 году. Основной задачей нового факультета стала задача подготовки студентов по современным направлениям и в сфере информационных технологий. Факультет был образован на основе опыта, накопленного на физическом, прикладной математики и механики, а также математическом факультетах. Декан факультета — Александр Абрамович Крыловецкий.
Кафедры
- Кафедра информационных систем
- Кафедра программирования и информационных технологий
- Кафедра цифровых технологий
- Кафедра технологий обработки и защиты информации
- Кафедра информационных технологий управления

#### Филологический факультет
Филологический факультет — один из старейших в Воронежском государственном университете. Подготовка филологов в стенах ВГУ велась со дня его основания — сначала на историко-филологическом факультете, а с 1960 года до настоящего времени — на отдельном, филологическом, факультете. Сейчас в его состав входят 8 кафедр, 2 лаборатории и 6 научных центров.
Среди профессорско-преподавательского состава 15 профессоров, 25 доцентов, 30 кандидатов наук, 17 докторов наук, один академик Академии гуманитарных наук, 2 академика Академии региональной печати России, 4 заслуженных деятеля науки РФ, один заслуженный работник высшей школы России.
Кафедры
- Кафедра русского языка
- Кафедра славянской филологии
- Кафедра общего языкознания и стилистики
- Кафедра истории и типологии русской и зарубежной литературы
- Кафедра русской литературы ХХ и ХХI веков, теории литературы и гуманитарных наук
- Кафедра издательского дела

#### Экономический факультет
Располагается на территории Северного университетского городка.

#### Юридический факультет

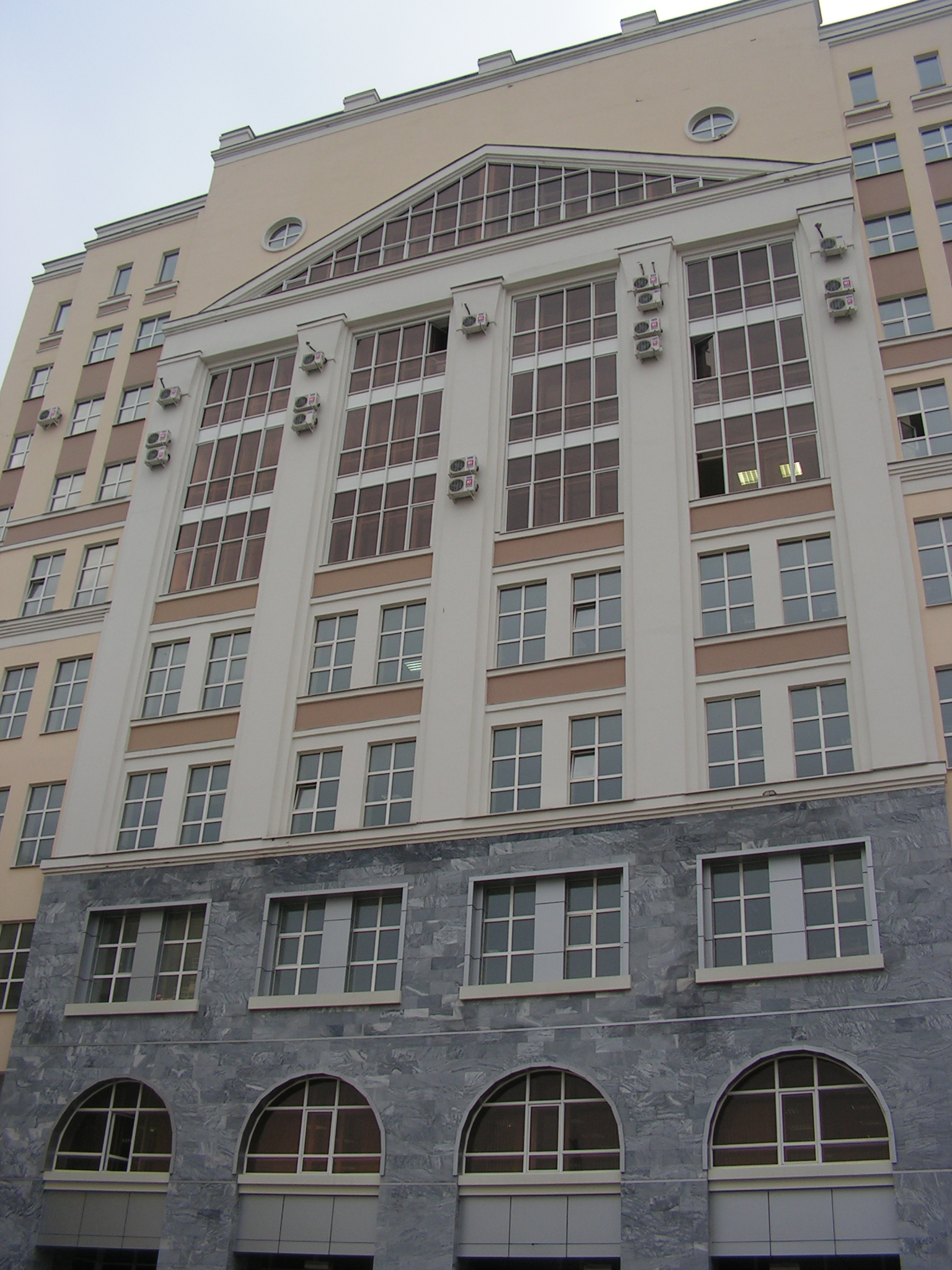
Новое здание юридического факультета ВГУ (Корпус № 9) на площади Ленина

Юридический факультет основан в 1918 году и является одним из старейших факультетов ВГУ. В настоящее время является центром юридического образования и правовой науки в Центрально-Чернозёмном регионе России. Входит в состав Федеральной ассоциации юридических вузов.
Факультет осуществляет подготовку по очной (дневной), очно-заочной (вечерней) и заочной формам обучения.
С 2008 года в рамках факультета были учреждены бакалавриат (4 года обучения) и магистратура (+ 2 года обучения).
Кафедры
- - Кафедра административного и административного процессуального права
  - Кафедра гражданского права и процесса
  - Кафедра конституционного и муниципального права
  - Кафедра криминалистики
  - Кафедра международного и евразийского права
  - Кафедра теории и истории государства и права
  - Кафедра организации судебной власти и правоохранительной деятельности
  - Кафедра трудового права
  - Кафедра уголовного права
  - Кафедра уголовного процесса
  - Кафедра финансового права

### Филиалы

#### Борисоглебский филиал
- Бывший Борисоглебский государственный педагогический институт (БГПИ)[28][29].

С 17 июля 2014 года ФГБОУ ВПО «Борисоглебский государственный педагогический институт» вошел в состав ФГБОУ ВПО «Воронежский государственный университет» в качестве филиала.
- Расположен в городе Борисоглебск Воронежской области;
- В филиале работает 81 человек[источник не указан 3560 дней], в том числе:
  - 6 профессоров,
  - 65 доцентов.

#### Старооскольский филиал
Филиал располагался в городе Старый Оскол Белгородской области. В нём обучалось около 830 студентов и работало 105 преподавателей, в том числе 9 профессоров и 57 доцентов. В 2015 году филиал не смог получить аккредитацию по 4 и 5 существовавших направлений. В дальнейшем студенты были переведены в другие ВУЗы, а филиал ликвидирован.

## Библиотека и музеи
- Зональная научная библиотека (более 3 миллионов экземпляров документов. Отдел редких книг — около 60 тыс. единиц хранения)
- Музей книги
- Музей истории ВГУ (открыт 24 мая 1968 года к 50-летию университета)
- Музей этнографии и народной культуры[32] (музей располагает богатой коллекцией предметов быта, одежды и украшений сельских жителей Воронежского края)
- Археологический музей
- Геологический музей (создан в сентябре 1961 года, более 4000 экспонатов: минералы, руды, горные породы, палеонтологическая коллекция)
- Почвенный музей им. проф. П. Г. Адерихина
- Музей растительного покрова Центрального Черноземья им. проф. К. Ф. Хмелева (создан в 1993 году)
- Зоологический музей им. проф. И. И. Барабаш-Никифорова (создан в 1962 году, около 1000 экземпляров)
- Музей природы Усманского бора (создан в 1996 году в биологическом учебно-научном центре ВГУ «Веневитиново»)
- Заповедник «Галичья гора»
- Анатомический музей ВГУ

## Научные издания
- Научный журнал «Вестник ВГУ»[33]
- Научный журнал «Конденсированные среды и межфазные границы» (основан в январе 1999 года ВГУ и БелГУ при поддержке Института общей и неорганической химии им. Н. С. Курнакова РАН. Выпускается 4 раза в год)
- Научный журнал «Сорбционные и хроматографические процессы» (основан в декабре 2000 года. Издаётся при поддержке Научного совета по адсорбции и хроматографии РАН и Воронежской региональной общественной организации работников науки, высшей школы и студентов. Выходит 6 раз в год)

## Департамент науки и инноваций ВГУ
Департамент науки и инноваций ВГУ объединяет научно-исследовательские подразделения университета. В состав департамента входят:
- 5 НИИ (математики (НИИМ), физики (НИИФ), химии и фармации (НИИХФ), геологии (НИИГ) и Межрегиональный институт общественных наук)
- 16 научно-исследовательских лабораторий совместного с РАН подчинения
- Центр индустрии наносистем и материалов (ЦИНМ)
- Технопарк
- Центр коллективного пользования научным оборудованием (ЦКПНО)
- Ботанический сад
- Заповедник «Галичья гора»
- Центр коммерциализации технологий (ЦКомТех)
- Центр инновационных образовательных программ (ЦИОП)
- Управление докторантуры и аспирантуры (УДА)
- Управление информатизации и компьютерных технологий (УИиКТ, в том числе Университетский центр Интернет и Региональный центр новых информационных технологий)
- Инновационный центр новых технологий (ИЦНТ)
- Научно-образовательный центр «Волновые процессы в неоднородных и нелинейных средах»
- Биологический учебно-научный центр «Веневитиново»
- Учебно-научный экологический центр
- 10 учебно-научных производственных комплексов и центров («Геология»; космической и ракетной техники; радиотехники и электроники; «Полимер»; «Экология и природопользование»; географии, природопользования и геоэкологии; «Экология человека»; «Химическая физика»; «Керамика»; «Синтез» и «Фармация»)
- Управление научно-исследовательских работ (УНИР, в том числе журнала «Вестник ВГУ»)
- Научно-технический совет.

## Руководство
Ректоры:
- 1918—1925 — Василий Эдуардович Регель
- 1926—29 марта 1927 — ???
- 1927—1929 — Георгий Трифонович Чуич
- 1929—1931 — Павел Флегонтович Сапожников
- 1932—1934 — Иван Петрович Подволоцкий
- 1934—1936 — Анатолий Яковлевич Норин
- 1936—1938 — Алексей Львович Щепотьев
- 1938—1939 — Григорий Михайлович Птушкин
- 1938—1939 — Сергей Евфимович Пучковский
- 1939—1941 — Николай Петрович Латышев
- 1941—1945 — Николай Иванович Глистенко
- 1945—1946 — Виктор Яковлевич Рогов
- 1946—1953 — Николай Петрович Латышев
- 1953—1965 — Борис Иванович Михантьев
- 1965—1973 — Валентин Пименович Мелешко
- 1973—1983 — Николай Алексеевич Плаксенко
- 1983—1987 — Алексей Митрофанович Беликов
- 1987—1998 — Владимир Васильевич Гусев
- 1998—2005 — Иван Иванович Борисов
- 2006—2010 — Владимир Тихонович Титов
- 2011— 2024 — Дмитрий Александрович Ендовицкий
- 2024—2025 — Елена Евгеньевна Чупандина
- С 2025 года — Юрий Николаевич Старилов

### Известные выпускники
Выпускники Воронежского государственного университета:
- Базилевская, Зоя Васильевна (3 мая 1900 года — 12 мая 1982 года) — советский врач, хирург-травматолог и ортопед, доктор медицинских наук, профессор. Организатор и директор Научно-исследовательского института травматологии и ортопедии (НИИТО) в Иркутске, Заслуженный деятель науки РСФСР.
- Воробьёв, Александр Васильевич (1942—2023) — российский государственный деятель, член Совета Федерации.
- Владимир Васильевич Гусев (1931—2007) — ректор (1987—1998) этого же университета.
- Сидоренко, Александр Васильевич — советский геолог, академик (1966), вице-президент АН СССР (1975-82), министр геологии СССР (1962-1976).
- Черенков, Павел Алексеевич — советский физик. Академик Академии наук СССР (1970). Герой Социалистического Труда (1984). Лауреат двух Сталинских премий (1946, 1952) и Государственной премии СССР (1977). Лауреат Нобелевской премии по физике (1958).

## В культуре
В российском сериале «Ивановы-Ивановы» главные герои Ваня и Данил обучаются именно в Воронежском государственном университете